# Daniel Wise
Pour les articles homonymes, voir Wise.
Daniel T. Wise  est un mathématicien américain né le 24 janvier 1971. Son domaine de recherche est la théorie géométrique des groupes et la topologie des variétés de dimension 3.

## Carrière
Il obtient son doctorat à l'université de Princeton en 1996 avec une thèse intitulée Non-positively curved squared complexes, aperiodic tilings, and non-residually finite groups, dirigée par Martin Bridson. Il est professeur de mathématiques à l'université McGill .
Les complexes cubiques à courbure négative, leur rôle dans la théorie géométrique des groupes et leur lien avec les propriétés résiduelles des groupes sont depuis sa thèse au centre du travail de recherche de Wise. Ses premiers travaux portaient essentiellement sur des groupes associés à des complexes carrés. En commun avec Frédéric Haglund, il est parvenu à dégager les propriétés essentielles des complexes carrés qui faisaient l'objet de ses premiers travaux. Cela les a conduit à développer une théorie analogue en toute dimension : la théorie des complexes cubiques spéciaux.
En 2009, il annonce la solution de la conjecture de fibration virtuelle pour les variétés hyperboliques de dimension 3 non compacte de volume fini. Il obtient ce résultat comme conséquence d'un travail plus vaste sur la structure des groupes admettant une hiérarchie quasi-convexe. Dans ce travail, il démontre que pour une large classe de groupes hyperboliques, tout groupe dans cette classe contient un sous-groupe d'indice fini qui est le groupe fondamental d'un complexe cubique spécial. Wise développe plus généralement un programme visant à utiliser les complexes cubiques pour comprendre de nombreux groupes infinis. Ce programme joue un rôle déterminant dans la démonstration par Ian Agol de la conjecture virtuellement Haken.

## Prix et distinctions

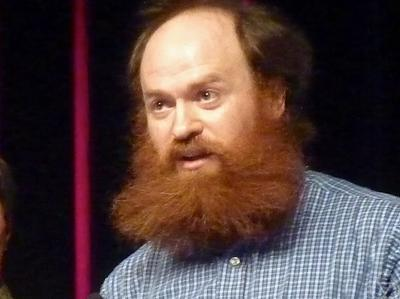
Daniel Wise à Oberwolfach en 2013

Daniel Wise reçoit en 2013 avec Ian Agol le prix Oswald Veblen en géométrie pour leur théorie des complexes cubiques spéciaux et pour avoir démontré la séparabilité des sous-groupes d'une large classe de groupes (for the theory of special cube complexes and his establishment of subgroup separability for a wide class of groups).
En 2014, il est conférencier invité au Congrès international des mathématiciens à Séoul.
En 2016 il est lauréat du prix CRM-Fields-PIMS.
En 2022 il reçoit avec Piotr Przytycki le prix Moore de l'American Mathematical Society, pour l'article « Mixed 3-manifolds are virtually special » .

## Sélection de travaux
- Cubulating Small Cancellation Groups Geom. Func. Anal. 14 (2004): 150–214.
- The residual finiteness of negatively curved polygons of finite groups. Invent. Math. 149.3 (2002): 579—617.
- Subgroup separability of graphs of free groups with cyclic edge groups, Quarterly Journal of Mathematics, Band 51, 2000, S. 107-129
- Residual finiteness of negatively curved polygons of finite groups, Inventiones Mathematicae, Band 149, 2002, S. 579-617
- From Riches to Raags: 3-Manifolds, Right-Angled Artin Groups and Cubical Geometry (AMS Lecture Notes, 2012).
- avec Frédéric Haglund : A combination theorem for special cube complexes. Annals of Mathematics 176.3 (2012), 1427–1482.
- avec Frédéric Haglund : Special Cube Complexes, Geom. Funct. Analysis, Band 17, 2008, S. 1551-1620
- avec Nicolas Bergeron : A Boundary Criterion for Cubulation AJM 134.3 (2012), 843–859.